# Le Poizat
Le Poizat was een gemeente in het Franse departement Ain (regio Auvergne-Rhône-Alpes) en telde 321 inwoners in 1999. De oppervlakte bedraagt 18,0 km², de bevolkingsdichtheid was 17,8 inwoners per km².

## Geschiedenis
Op 1 januari 2016 fuseerde gemeente met het buurdorp Lalleyriat tot de gemeente Le Poizat-Lalleyriat. 

## Geografie
De onderstaande kaart toont de ligging van Le Poizat met de belangrijkste infrastructuur en aangrenzende gemeenten.

## Demografie
Onderstaande figuur toont het verloop van het inwoneraantal van Le Poizat vanaf 1962. 
Vanwege een beveiligingsprobleem met de MediaWiki Graph-software is het momenteel niet mogelijk deze grafiek weer te geven. Zodra de software is bijgewerkt zal de grafiek vanzelf weer zichtbaar worden.